# Ansgarda de Borgoña
Ansgarda de Borgoña (826-c. 880) fue la hija de Hardouin de Bourgogne. Primera esposa de Luis II de Francia, fue madre de los reyes Luis III de Francia y Carlomán II de Francia. 
Su matrimonio con Luis II el 1 de marzo del 862 se celebró contra la opinión del rey Carlos el Calvo, pero se ignora la razón de su oposición. Tras varios años de vida en común y a pesar del nacimiento de cinco hijos (dos niños, Luis y Carlomán y tres hijas, Gisèle, Hildegarde et Ermentrude), Ansgarda fue repudiada por su marido en 875 tras contraer este matrimonio con la noble Adelaida de París, hija del conde Adalhard de París. Sin embargo, las autoridades eclesiásticas se negaron a legitimar esta nueva unión, opinión que compartía el papa Juan VIII, que no coronó a Adalaida tras su encuentro a raíz del concilio de Troyes.
Tras la muerte de Luis II, el 11 de abril del 879 en Compiègne, mientras preparaba una expedición contra los condes de Poitiers y los condes du Mans, Ansgarda trabaja duro para que sus hijos asciendan al trono, haciendo revisar su proceso de repudia por Hincmaro de Reims. Pero la reina Adelaida da a luz el 17 de septiembre de 879 a un varón, el futuro Carlos III de Francia, poniendo en peligro la herencia de sus hermanastros mayores.
El matrimonio de Adelaida es atacado, no solo por la Iglesia sino por Ansgarda y sus dos hijos, que no dudan en acusarla de adulterio dado que su matrimonio jamás se había legitimado.
En septiembre de 879, Luis III de Francia y Carlomán II de Francia son proclamados reyes en la Abadía de Ferrières, por el arzobispo Anségise de Sens. Ascienden conjuntamente al trono de Francia pero ambos mueren sin descendencia. Tras un largo proceso, Adelaida finaliza por conseguir la corona para su hijo Carlos III de Francia, confirmado como hijo legítimo y único heredero de la corona de Francia.